# Whispers (альбом Passenger)
Whispers — п'ятий студійний альбом англійського співака і автора пісень Passenger, представлений 6 червня 2014 року під лейблами «Black Crow Records» і «Nettwerk». Альбом отримав загалом схвальні відгуки від музичних критиків, та увійшов у чарти багатьох країн. Перед виходом «Whispers» було випущено два сингли: «Scare Away the Dark» і «Heart's on Fire».

## Список пісень
Автор музики і слів Майк Розенберг. 
| #   | Назва                 | Тривалість |
| --- | --------------------- | ---------- |
| 1.  | «Coins in a Fountain» | 3:04       |
| 2.  | «27»                  | 3:20       |
| 3.  | «Heart's on Fire»     | 4:13       |
| 4.  | «Bullets»             | 3:24       |
| 5.  | «Golden Leaves»       | 4:07       |
| 6.  | «Thunder»             | 2:25       |
| 7.  | «Rolling Stone»       | 3:22       |
| 8.  | «Start a Fire»        | 4:21       |
| 9.  | «Whispers»            | 4:02       |
| 10. | «Riding to New York»  | 5:02       |
| 11. | «Scare Away the Dark» | 4:38       |

| Додаткові пісні делюкс видання | Додаткові пісні делюкс видання    | Додаткові пісні делюкс видання |
| #                              | Назва                             | Тривалість                     |
| ------------------------------ | --------------------------------- | ------------------------------ |
| 12.                            | «Heart's on Fire» (Акустична)     | 3:56                           |
| 13.                            | «Coins in a Fountain» (Акустична) | 2:49                           |
| 14.                            | «Riding to New York» (Акустична)  | 4:49                           |
| 15.                            | «Start a Fire» (Акустична)        | 3:56                           |
| 16.                            | «Golden Leaves» (Акустична)       | 4:03                           |
| 17.                            | «Rolling Stone» (Акустична)       | 3:27                           |
| 18.                            | «Whispers» (Акустична)            | 3:44                           |

## Чарти

### Тижневі чарти
| Чарт (2014)                                          | Найвища позиція |
| ---------------------------------------------------- | --------------- |
| Австралія Australian Albums (ARIA)                   | 2               |
| Австрія Austrian Albums (Ö3 Austria)                 | 12              |
| Бельгія Belgian Albums (Ultratop Flanders)           | 8               |
| Бельгія Belgian Albums (Ultratop Wallonia)           | 26              |
| Канада Canadian Albums (Billboard)                   | 2               |
| Данія Danish Albums (Hitlisten)                      | 13              |
| Нідерланди Dutch Albums (MegaCharts)                 | 3               |
| Фінляндія Finnish Albums (Suomen virallinen lista)   | 15              |
| Франція French Albums (SNEP)                         | 106             |
| Німеччина German Albums (Offizielle Top 100)         | 6               |
| Ірландія Irish Albums (IRMA)                         | 6               |
| Італія Italian Albums (FIMI)                         | 39              |
| Нова Зеландія New Zealand Albums (Recorded Music NZ) | 3               |
| Норвегія Norwegian Albums (VG-lista)                 | 14              |
| Шотландія Scottish Albums (OCC)                      | 6               |
| Іспанія Spanish Albums (PROMUSICAE)                  | 23              |
| Швейцарія Swiss Albums (Schweizer Hitparade)         | 5               |
| Велика Британія UK Albums (OCC)                      | 5               |
| США Billboard 200                                    | 12              |
| США Folk Albums (Billboard)                          | 1               |

### Річні чарти
| Чарт (2014)                        | Позиція |
| ---------------------------------- | ------- |
| Australian Albums (ARIA)           | 71      |
| Belgian Albums (Ultratop Flanders) | 108     |
| Dutch Albums (Album Top 100)       | 61      |
| Swiss Albums (Schweizer Hitparade) | 59      |
| UK Albums (OCC)                    | 95      |
| US Folk Albums (Billboard)         | 21      |

## Історія випуску
| Регіон          | Дата          | Лейбл      |
| --------------- | ------------- | ---------- |
| Велика Британія | 9 червня 2014 | Black Crow |